# Anilazina
La anilazina es un compuesto orgánico con la fórmula química C9H5Cl3N4. Es un pesticida que se usa en cultivos. Viene bajo la categoría de fungicidas de triazina. Se utiliza para controlar las enfermedades causadas por hongos que atacan el césped, cereales, café y una amplia variedad de hortalizas y otros cultivos. También se utiliza para el control de las manchas de las hojas de la patata y el tomate.

## Toxicidad
En la administración oral a ratas y gatos, los signos más comunes de toxicidad fueron diarrea y vómitos, respectivamente. Después de la administración dérmica a conejos, se observó una leve irritación de la piel que se manifestó como edema y eritema. La anilazina fue más tóxica por inyección intraperitoneal que por otras vías de administración.